# Château de Frau
Le château de Frau est un château situé à Thizay (Indre-et-Loire) et inscrit aux monuments historiques le 18 octobre 1971.